# Polistes notatipes
Polistes notatipes är en getingart som beskrevs av Richards 1978. Polistes notatipes ingår i släktet pappersgetingar, och familjen getingar. Inga underarter finns listade i Catalogue of Life.